# Sungai Guntung Hilir
Sungai Guntung Hilir is een bestuurslaag in het regentschap Indragiri Hulu van de provincie Riau, Indonesië. Sungai Guntung Hilir telt 1212 inwoners (volkstelling 2010).